# Pave Soter
Soter, også kendt som pave af velgørenhed, var pave fra 166 til 175. Alternativt nævner Vatikanets "Annuario Pontificio" enten 162 til 170 eller 168 til 177 som hans regeringstid. Soter indførte kravet om ægteskabet som et sakramente, der skulle velsignes af en præst for at være gyldigt. Tilsyneladende indførte han endvidere traditionen med at fejre påsken i Rom.
Han var født i Fondi i Italien. Ifølge traditionen døde han som martyr og blev begravet i Calixtus-katakomben i Rom. Hans navnedag er den 22. april. Navnet er afledt af det græske ord sōtēr, der betyder udfrielse eller frelser.
| Efterfulgte: Pave Anicetus | Pave 166-175 | Efterfulgtes af: Pave Eleuterius |

- Wikimedia Commons har flere filer relateret til Pave Soter